# Jindřich XXIV. z Reussu
Jindřich XXIV. z Reussu na Greizu (Heinrich XXIV Fürst Reuß zu Greiz; 20. března 1878 – 13. října 1927) byl v letech 1902 až 1918 posledním knížetem starší linie Reussů.
Byl jediným synem knížete Jindřicha XXVII. a jeho ženy Idy z Schaumburgu-Lippe. Knížetem se stal v roce 1902 po smrti otce.
Kvůli jeho tělesnému a mentálnímu postižení (v důsledku nehody v dětství), vládl za něj jako regent kníže z Reussu a hlava mladší linie rodu Jindřich XIV. a po jeho smrti roku 1913 vládl jeho syn Jindřich XXVII. až do zrušení německé monarchie v roce 1918.
Jelikož se Jindřich XXIV. nikdy neoženil a neměl děti, po jeho smrti v roce 1927 vymřela starší linie Reussů z Greizu. Tituly přešly na mladší linii a její hlavu Jindřicha XXVII.